# Darunavir
Darunavir (DRV), được bán dưới tên thương mại là Prezista cùng một số tên khác, là một loại thuốc kháng virus được sử dụng để điều trị và phòng ngừa HIV/AIDS. Chúng thường được khuyến cáo sử dụng với các thuốc kháng retrovirus khác. Thuốc này thường được sử dụng cùng với lượng nhỏ ritonavir hoặc cobicistat để tăng nồng độ darunavir. Darunavir có thể được sử dụng để phòng ngừa sau khi bị vật nhọn đam qua da hoặc các dạng phơi nhiễm tiềm năng khác. Chúng được đưa vào cơ thể bằng đường uống một lần đến hai lần một ngày.
Các tác dụng phụ thường gặp bao gồm tiêu chảy, buồn nôn, đau bụng, đau đầu và phát ban. Tác dụng phụ nghiêm trọng có thể kể đến như phản ứng dị ứng, các vấn đề về gan và phát ban da như hoại tử biểu bì độc. Chúng có vẻ là an toàn cho em bé nếu dùng trong thai kỳ, dù điều này chưa được nghiên cứu kỹ. Đây là một loại thuốc ức chế protease (PI) và hoạt động bằng cách ngăn chặn protease HIV.
Darunavir đã được chấp thuận cho sử dụng y tế tại Hoa Kỳ vào năm 2006. Nó nằm trong danh sách các thuốc thiết yếu của Tổ chức Y tế Thế giới, tức là nhóm các loại thuốc hiệu quả và an toàn nhất cần thiết trong một hệ thống y tế. Tính đến năm 2015 chúng vẫn chưa có sẵn dưới dạng thuốc gốc. Chi phí bán buôn ở các nước đang phát triển là khoảng 66 USD mỗi tháng. Tại Hoa Kỳ, chi phí là hơn 200 USD mỗi tháng. Công thức phối hợp darunavir/cobicistat có sẵn dưới dạng viên.